# Paul-Jules de La Porte

Stemma di famiglia

Paul-Jules de La Porte (25 gennaio 1666 – Parigi, 7 settembre 1731) è stato un nobile e militare francese, statista; duca di Rethel-Mazzarino, di La Meilleraye e di Mayenne.

## Biografia
Era figlio del duca Armand Charles de La Porte de La Meilleraye e di Ortensia Mancini.
Pari di Francia, principe di Château-Porciennes, conte di Ferrette, di Belfort, di Secondigny, di La Fère, di Marle, di Rosemont, di Tan, barone  d'Altkirche, di Massy, ie Ams, di Partenay, di Saint-Mexane, marchese di Montcrnet, Chilly e Longjumeau, signore di Issenheim ed Elles.
Fu governatore delle città e delle fortezze di Port-Louis, Blavet, Hennebont e Quimperlé in Bretagna. Nel 1699 succedette alla madre come duca di Mazarin e di Mayenne. Prestò giuramento in Parlamento il 23 agosto 1700. Patrono del Collegio delle Quattro Nazioni all'Università di Parigi. Nel 1713 succedette al padre come duca di La Meilleraye.

## Discendenza
Sposò nel dicembre 1685 Felice-Charlotte-Armande de Durfort (morta nel 1730), figlia di Jacques Henri de Durfort, duca di Duras, e di Marguerite Félice de Lévis.
Figli:
- Armande Félice (09/3/1691-10/12/1729), sposò il 2.04.1709 Louis III de Mailly-Nesle, marchese de Nelle, principe d'Orange e de L'Isle-sous-Montreal (morto nel 1748);
- figlia (1692-23.12.1693), morta all'età di 18 mesi, senza aver avuto il tempo di farsi un nome;
- Guy-Paul-Jules (12/09/1701 - 30/01/1738), duca di Rethel-Mazzarino, di Lameyer e di Mayenne. Sposò il 05/05/1717 Louise-Francoise de Rogan, (04/01/1695 - 25/07/1755), figlia del duca di Rohan-Rohan Hercule Mériadec de Rohan-Soubise e di Anne Geneviève de Lévis;
- Henri-Jules (2 marzo 1703 - 28 luglio 1715).